# Glückstadt
Glückstadt là một thị xã Đức thuộc Schleswig-Holstein, bên tả ngạn sông Elbe, tại nơi hợp lưu của sông này với Rhin, cự ly 28 dặm Anh về phía tây bắc của Altona, bên tuyến đường sắt nối Itzehoe và Elmshorn. Glückstadt thuộc vùng đô thị Hamburg (Metropolregion Hamburg). Dân số của Glückstadt năm 2004 là 12.600 người.
Tại Glückstadt có phà qua Elbe đến Altendorf/Wischhafen.
Glückstadt được Christian IV của Đan Mạch lập năm 1617, và được xây thành năm 1620. Khu vực này đã sớm trở thành một trung tâm thương mại quan trọng.